# Ibanez

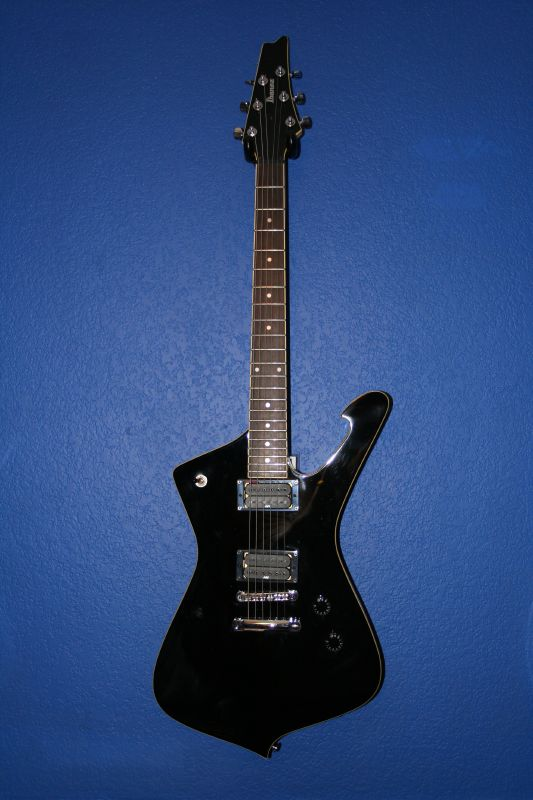
Gitara Ibanez Iceman

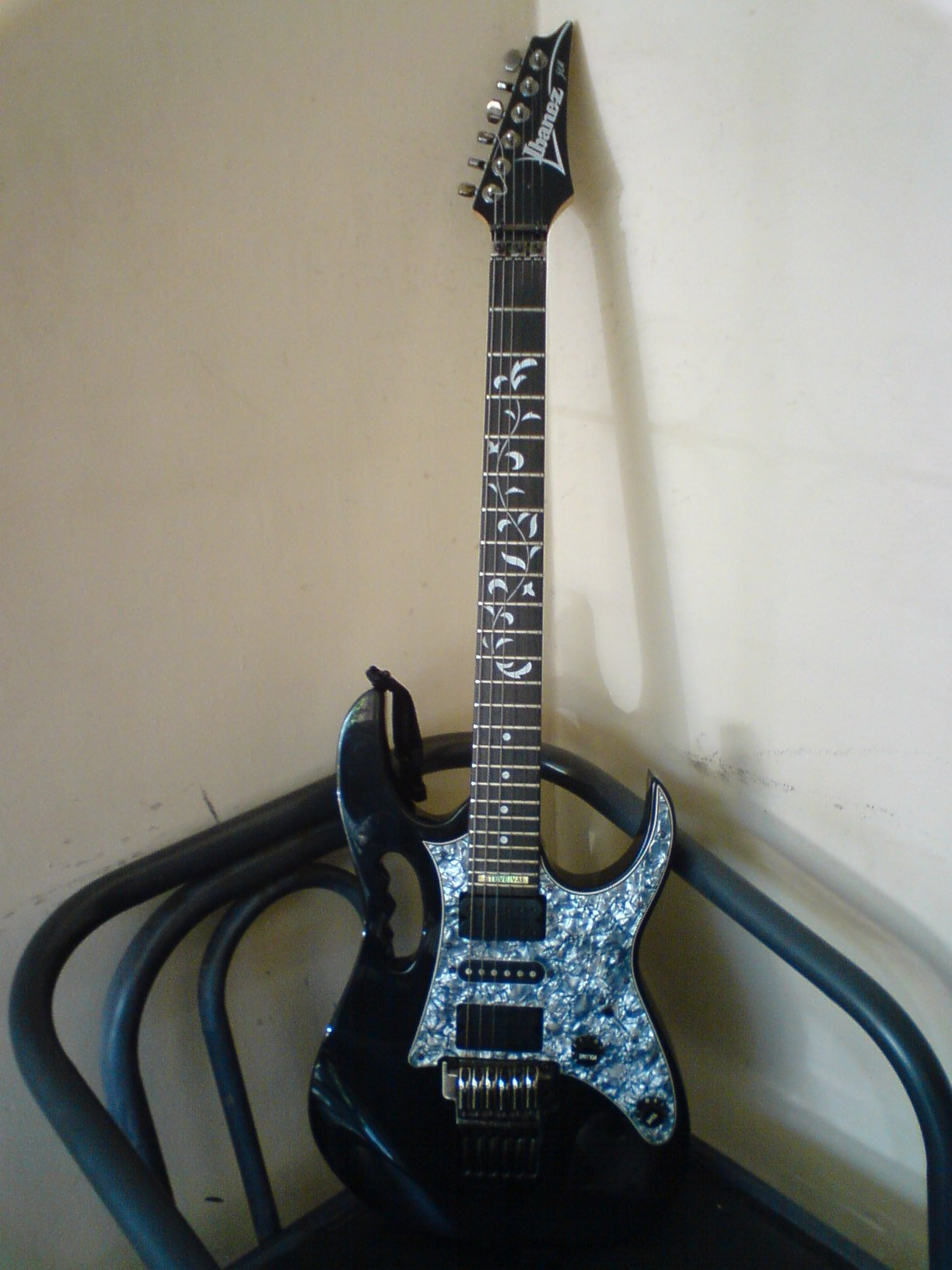
Gitara Ibanez Jem 555BK

Ibanez – marka gitar elektrycznych, akustycznych, klasycznych i basowych oraz sprzętu muzycznego (wzmacniacze, efekty, akcesoria), należąca do korporacji Hoshino Gakki Group. Siedziba firmy znajduje się w Nagoi w Japonii.

## Historia
Korporacja Hoshino Gakki w 1908 r. rozpoczęła swoją działalność w sprzedaży instrumentów muzycznych, jako dział firmy prowadzącej sieć księgarni – Hoshino Shoten. Produkcję gitar i akcesoriów muzycznych oficjalnie rozpoczęto w 1935 r., jednak marka Ibanez zdobyła rozgłos dopiero w latach 60.
Historia marki Ibanez rozpoczęła się w 1954 r., kiedy Harry Rosenbloom otworzył w miasteczku Bryn Mawr w Pensylwanii w Stanach Zjednoczonych sklep muzyczny. Z powodu boomu muzycznego, który miał miejsce po II wojnie światowej nie mógł sprostać dużemu zapotrzebowaniu na instrumenty, w związku z czym otworzył własną firmę zajmującą się produkcją gitar – Elger Guitars. Firma ta wyprodukowała małą liczbę gitar do roku 1965 kiedy to Harry Rosenbloom zdecydował się zostać oficjalnym importerem i dystrybutorem firmy Hoshino Gakki na rynku amerykańskim.
Po wojnie artykuły produkowane w Japonii miały w USA opinię produktów o bardzo niskiej jakości. Aby wejść na tak trudny rynek firma Hoshino Gakki przyjęła nazwę Ibanez, będącą nazwą hiszpańskiego producenta gitar przejętego przez tę firmę w 1964 r.
Hoshino Gakki w 1971 r. wykupiła Elger Guitars i zmieniła jej nazwę na Ibanez U.S.A. Od tej pory zarówno siedziba firmy, jak i centrum dystrybucji i kontroli jakości mieszczą się w Bensalem w Pensylwanii.
Na początku lat 70. firma zaczęła produkować repliki gitar znanych marek jak na przykład Gibson, Rickenbacker czy Fender. Przez zastosowanie mniej kosztownych materiałów i wprowadzeniu większej automatyzacji w produkcji Ibanez był dla nich tańszą alternatywą, co spowodowało stopniowe zdobywanie przez firmę niszy na rynku.
W 1978 r. firma rozpoczęła produkcję gitar według własnych projektów.
Dzięki wprowadzeniu takich rozwiązań jak zróżnicowane kształty gitar, indywidualnie dobierane przetworniki czy cieńsze chwytnie gitary Ibanez zdobyły popularność wśród muzyków grających heavy metal. Ibanez współpracował również z muzykami tworząc gitary na podstawie ich indywidualnych upodobań i preferencji.
Na gitarach Ibanez grają m.in.: Wes Borland, Mick Thomson, Reginald "Fieldy" Arvizu, Mårten Hagström, Dexter Holland, Joe Satriani, Steve Vai, Maik Weichert.

## Gitary Ibanez
| Basowe - ARTCORE - ATK - BTB - DWB - EDB - EX - GAXB - GSR - GWB - ICB - JUMPSTART - K5 (sygnaturowa 5-strunowa gitara Korn) - ROADGEAR - SR - SRX - Roadstar - TR - KI (sygnaturowa 4-strunowa gitara Karola Icika) Elektryczne - RG (Rock Guitar) - Roadstar - RGA - S - JS (Sygnatura Joe Satriani) - JEM (Sygnatura Steve Vai) - Universe (7-strunowa sygnatura Steve Vai) - GRG - ICT - Iceman - Destroyer Akustyczne - AE - AES - AW - DT - EP9 (sygnaturowa gitara Steve Vai) - EW - GA - JAMPACK - MANDOLIN - MASA - PF - TALMAN - Seria V - V 70 BK |